# Framtid i Kalix
Framtid i Kalix (FRAK / FiK) är ett lokalt politiskt parti i Kalix kommun. Partiet bildades 2014 av Carl Otto Gählman, som lämnat Socialdemokraterna sedan en tid tillbaka.

## Valresultat
| År   | Röster | %    | Mandat |
| ---- | ------ | ---- | ------ |
| 2014 | 219    | 2,00 | 1 / 41 |
| 2018 | 246    | 2,25 | 1 / 41 |
| 2022 | 292    | 2,85 | 1 / 37 |